# Петер фон Гагенбах

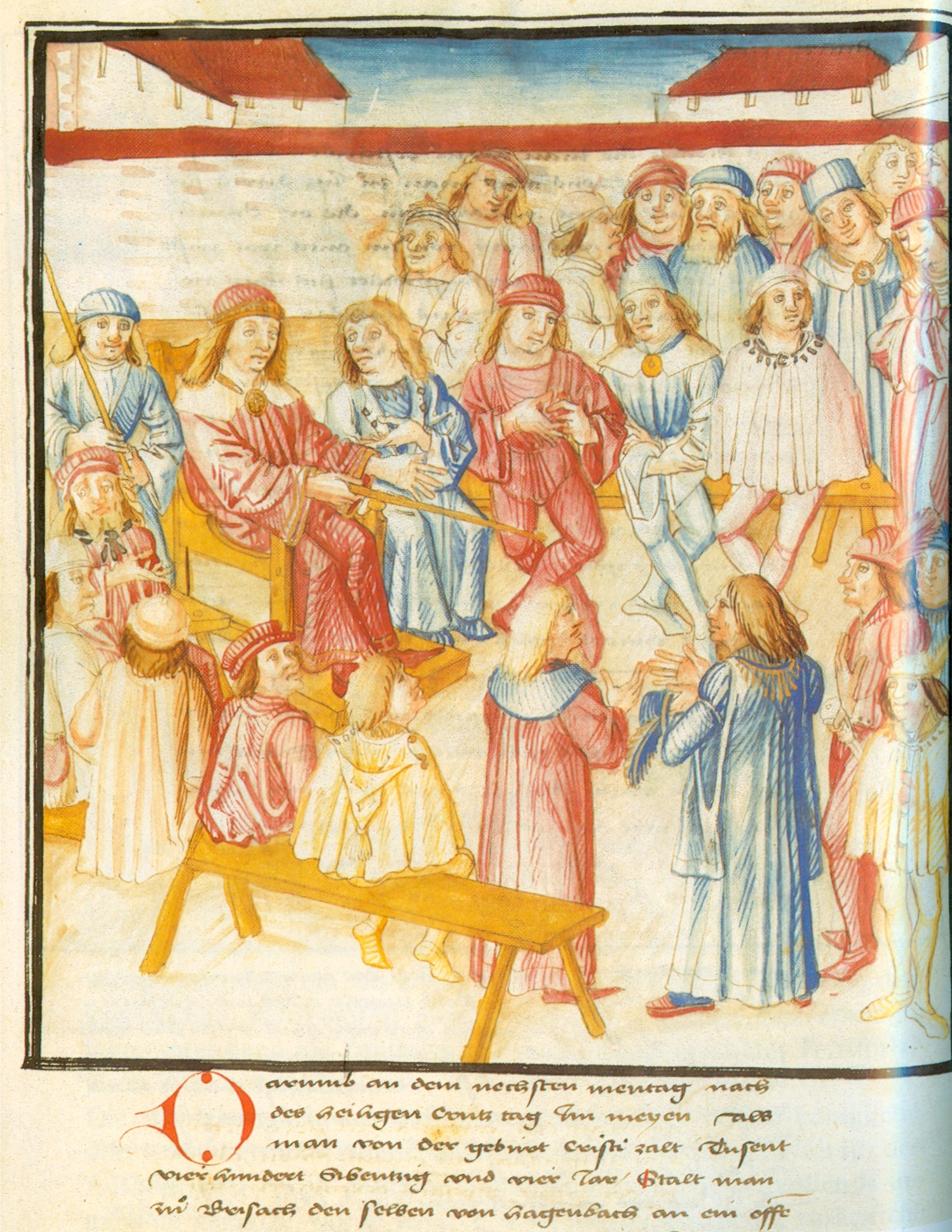
Гаґенбах на суді, з Berner Chronik des Diebold Schilling dem Älteren

Герб Гаґенбаха

Петер фон Гаґенбах (бл. 1420 — 9 травня 1474), також П'єр де Гаґенбах, П'єтро ді Гаґенбах, П'єр д'Аршамбо або П'єр д'Акенбак — бургундський лицар з Ельзасу, німецький військовий і цивільний командир, засуджений за воєнні злочини. Суд над Гаґенбахом вважається першим відомим судовим процесом у справі про воєнний злочин в історії.

## Біографія
Народився в ельзасько-бургундській сім'ї, родом з Аґенбака, де вона володіли замком.
Карл Сміливий, герцог Бургундії, призначив його судовим виконавцем Верхнього Ельзасу для управління територіями та правами на Верхньому Рейні, які були закладені герцогом Передньої Австрії Сигізмундом за 50 000 флоринів згідно з Сент-Омерським договором 1469 року. Там він ввів термін ландскнехт — з німецької Land («край, країна») + Knecht («слуга»). Спочатку він мав на меті позначати солдат низин Священної Римської імперії на противагу швейцарським найманцям. Уже 1500 року оманливе написання Lanzknecht стало поширеним через фонетичну та візуальну схожість між Land(e)s («землі/території») і Lanze («спис»).
Після повстання міст Верхнього Рейну проти його тиранії Гаґенбах був притягнутий до суду за звірства, вчинені під час окупації Брайзаха. Суд на ним, який проводився спеціальним (ad hoc) трибуналом Священної Римської імперії в 1474 році, був першим «міжнародним» визнанням зобов'язань командирів діяти у законний спосіб. Він був засуджений за злочини, зокрема вбивство, військове зґвалтування та лжесвідчення, серед інших злочинів, яким «він, як лицар, мав за обов'язок запобігати». Його захист ґрунтувався на тому, що лише виконував накази герцога Бургундського, якому Священна Римська імперія передала Брайзах. Однак спеціальний трибунал відмовився прийняти це як захист. Петер фон Гагенбах був визнаний винним у вбивстві, зґвалтуванні та лжесвідченнях і обезголовлений у Брайзаху.

## Спадщина
Попри те, що доктрина відповідальності командування не використовувалася прямо, це розглядається як перший судовий процес, заснований на цьому принципі. Він також включає найдавніше задокументоване переслідування сексуальних/ сексуально-спрямованих злочинів перед міжнародним трибуналом, коли він був засуджений за зґвалтування, скоєні його військами.
Нещодавно суд над Петером фон Гаґенбахом цитувався як аргумент проти поточних зусиль у сучасній Австралії, спрямованих на повторний розгляд або посмертне помилування засуджених злочинців бурської війни Брейкера Моранта, Пітера Хендкока, Джорджа Віттона та Генрі Піктона.